# Стапович, Иван
Иван Стапович (лит. Ivanas Stapovičius; род. 14 июля 1980, Вильнюс) — литовский боксёр, представитель наилегчайших весовых категорий. Выступал за национальную сборную Литвы по боксу в 1996—2004 годах, серебряный призёр чемпионата Европы, победитель и призёр многих турниров международного значения, участник летних Олимпийских игр в Сиднее.

## Биография
Иван Стапович родился 14 июля 1980 года в Вильнюсе, Литовская ССР.
Впервые заявил о себе в боксе на международной арене в сезоне 1996 года, когда принял участие в матчевой встрече со сборной Польши в Стараховице.
В 1997 году выиграл серебряную медаль на юношеском Кубке Бранденбурга во Франкфурте-на-Одере, дошёл до четвертьфинала на юниорском чемпионате Европы в Бирмингеме, взял бронзу на Мемориале Феликса Штамма в Эльблонге.
В 1998 году вошёл в основной состав литовской национальной сборной и побывал на чемпионате Европы в Минске, откуда привёз награду серебряного достоинства, выигранную в зачёте первой наилегчайшей весовой категории — в решающем финальном поединке был побеждён россиянином Сергеем Казаковым. Помимо этого, одержал победу на Кубке химии в Галле, стал серебряным призёром на Кубке Бранденбурга.
В 1999 году получил бронзу на Гран-при Усти в Чехии, на международном турнире Gee-Bee в Хельсинки, дошёл до четвертьфинала на Кубке Акрополиса в Афинах. При этом на чемпионате мира в Хьюстоне в 1/8 финала первого наилегчайшего веса проиграл российскому боксёру Александру Налбандяну.
Благодаря череде удачных выступлений удостоился права защищать честь страны на летних Олимпийских играх 2000 года в Сиднее — в категории до 48 кг благополучно прошёл первых двоих соперников по турнирной сетке, тогда как в третьем четвертьфинальном бою со счётом 10:22 потерпел поражение от представителя КНДР Ким Ун Чхоля, который в итоге стал бронзовым призёром этого олимпийского турнира.
После сиднейской Олимпиады Стапович остался в составе гребной команды Литвы на ещё один олимпийский цикл и продолжил принимать участие в крупнейших международных турнирах. Так, в 2001 году в наилегчайшем весе он победил на Мемориале Иштвана Бочкаи в Дебрецене, выступил на международном турнире «Ахмет Джёмерт» в Стамбуле, на Играх франкофонов в Оттаве и на мировом первенстве в Белфасте, где в 1/8 финала уступил французу Жерому Тома. По итогам сезона за выдающиеся спортивные достижения был награждён медалью ордена великого князя литовского Гядиминаса.
В 2002 году выиграл домашний турнир Альгирдаса Шоцикаса в Каунасе, отметился выступлением на европейском первенстве в Перми, проиграв в 1/8 финала представителю Кипра Рудику Казанджяну.
В 2003 году выиграл бронзовые медали на Мемориале Феликса Штамма в Варшаве и на турнире Вацлава Прохазки в Зубржи, боксировал на чемпионате мира в Бангкоке — здесь в 1/16 финала был остановлен узбеком Тулашбоем Дониёровым.
На чемпионате Европы 2004 года в Пуле остановился уже в 1/8 финала. Пытался пройти отбор на Олимпийские игры в Афинах, но на олимпийском квалификационном турнире в Гётеборге выступил неудачно и на том завершил спортивную карьеру.
Окончил Вильнюсский педагогический университет (2003). Впоследствии занимался бизнесом.